# Achille Pisanti
Achille Pisanti (* 1. August 1952 in Neapel) ist ein italienischer Fernsehregisseur.

## Leben
Pisanti beschäftigte sich mit Amateurfilmen und schloss ein Studium der Literaturwissenschaft ab. Während des Studiums lernte er Alberto Abruzzese kennen, mit dem er immer wieder zusammenarbeitete; bereits ihre Diplomarbeit zur Nouvelle Vague entstand in Kooperation. Für einige Jahre war Pisanti bei der RAI beschäftigt, für die er inszenierte. Einige Zeit verbrachte er in den Vereinigten Staaten, wo er auch Shows begleitete und sich mit der Beziehung von Kino und Fernsehen beschäftigte. Zurück in Italien entstanden mehrere Projekte mit Abruzzese und das Kulturprogramm „Capri Blues“ für das Fernsehen. 1985 inszenierte Pisanti, wieder mit Abruzzese, den Kinofilm Anemia. Ende der 1990er Jahre war er wieder für das Fernsehen tätig und koordinierte die von ihm geschriebenen Serien Vivere und Un posto al sole. 2007 schrieb er Io e mamma, eine Miniserie in sechs Folgen mit Cesare Bocci und Stefania Sandrelli.

## Filmografie (Auswahl)
- 1985: Anemia (Ko-Regie)